# 梦白彩
梦白彩（日语：／，8月27日—），暱稱あや（Aya）、ゆめぴろ（Motii），現寶塚歌劇團雪組主演娘役，是雪組主演男役彩風咲奈、朝美絢的搭檔。東京都杉並區人，身高162公分，O型，曾就讀於明星學園高等學校。

## 簡介
- 2015年，考上寶塚音樂學校。
- 2017年，以第四名的成績進入寶塚歌劇團，為103期生[1][2]，同期生有希波らいと(現花組男役)、亜音有星(現宙組男役)。初舞台是早霧せいな和咲妃みゆ的退團作『幕末太陽傳／Dramatic “S”!』[2]，之後被分到宙組[2]。
- 分到宙組後的第一部劇『神々の土地(諸神的土地)』的新人公演就被選上飾演女主角大公妃イリナ(伊莉娜大公妃) [2]。
- 2018年被選為阪急電鐵初詣海報的模特兒，同年『異人たちのルネサンス』新人公演她首次擔任女主角。
- 2019年的『オーシャンズ11(瞞天過海)』她再度擔任新人公演女主角，之後寶塚Bow Hall公演『リッツ・ホテルくらいに大きなダイヤモンド』，是她首次擔任寶塚Bow Hall公演的女主角。
- 2020年9月16日，組替到雪組[1][2]。
- 2022年，寶塚Bow Hall公演『Sweet Little Rock 'n' Roll』，她第二次擔任寶塚Bow Hall公演女主角。同年梅田藝術劇場、日本青年館公演『心中・恋の大和路(改編近松門左衛門創作人形淨琉璃「冥徒の飛腳」)』，她第一次擔任東上公演女主角。12月26日升任雪組主演娘役[3][4]，作為彩風咲奈第二任相手，翌年的御園座公演『BONNIE & CLYDE(改編電影我倆沒有明天)』是她的主演娘役披露目[5]。
- 2024年10月14日，彩風咲奈退出寶塚歌劇團後；換成與朝美絢搭檔。兩人合作第一部劇是『愛の不時着(愛的迫降，翻拍自同名韓劇改編之韓國音樂劇)』；翌年3月的『ROBIN THE HERO(罗宾汉)』則是兩人合作的第一部大劇場劇。
- 將於2026年2月26日『ボー・ブランメル～美しすぎた男～(美男布魯梅爾)』東京公演結束後退團[1][2]。

## 寶塚歌劇團時期

### 初舞台
- 2017年4-5月 寶塚大劇場 雪組『幕末太陽傳（ばくまつたいようでん）』『Dramatic “S”!』

### 宙組時期
- 2017年8-11月 『神々の土地(諸神的土地)』新人公演 飾演:大公妃イリナ(伊莉娜大公妃) (正式公演:伶美うらら) 『クラシカル ビジュー』
- 2018年1月 東京國際論壇 『WEST SIDE STORY(西城故事)』飾演:エニボディーズ
- 2018年3-6月 『天（そら）は赤い河のほとり(改編篠原千繪同名漫畫「闇河魅影」，現在官方譯名改為赤河戀影)』飾演:タトゥーキア 新人公演 飾演:リュイ (正式公演:水音志保) 『シトラスの風-Sunrise-』[6]
- 2018年7-8月 梅田藝術劇場 『WEST SIDE STORY(西城故事)』飾演:エニボディーズ
- 2018年10-12月 『白鷺（しらさぎ）の城（しろ）』『異人たちのルネサンス』飾演:カテリーナ（少女）／ルクレツィア 新人公演 飾演:カテリーナ (正式公演:星風まどか) ＊首次擔任新人公演女主角[7][8]
- 2019年2月 博多座 『黒い瞳(改編普希金原作小說「上尉的女兒」』飾演:パルミラ 『VIVA! FESTA! in HAKATA』[9]
- 2019年4-7月 『オーシャンズ11(瞞天過海)』飾演:5年前のテス(5年前的泰絲) 新人公演 飾演:テス・オーシャン(泰絲奧申) (正式公演:星風まどか) ＊擔任新人公演女主角[10][11][12]
- 2019年9月 寶塚Bow Hall 『リッツ・ホテルくらいに大きなダイヤモンド』 ＊首次擔任寶塚Bow Hall公演女主角[13][14]
- 2019年11-2020年2月 『El Japón（エル ハポン）-イスパニアのサムライ-』飾演:しず 新人公演 飾演:王妃マルガレーテ (正式公演:美風舞良)[15] 『アクアヴィーテ（aquavitae）!!』
- 2020年8-9月 梅田藝術劇場、日生劇場 『FLYING SAPA-フライング サパ-』飾演:イエレナ

### 雪組時期
- 2021年1-4月 『fff-フォルティッシッシモ-(fff－Fortississimo－～歡聲高唱！)』飾演:ジュリエッタ・グイチャルディ[16]  『シルクロード〜盗賊と宝石〜』
- 2021年6月 『ヴェネチアの紋章(威尼斯的紋章，改編塩野七生原作小說「緋色のヴェネツィア―聖マルコ殺人事件」)』飾演:オリンピア[17]  『ル・ポァゾン 愛の媚薬-Again-』※全國巡迴公演
- 2021年8-11月 『CITY HUNTER(城市猎人)』飾演:アルマ・ダヤン 新人公演 飾演:冬野葉子 (正式公演:野々花ひまり)[18] 『Fire Fever!』
- 2022年1月 寶塚Bow Hall 『Sweet Little Rock 'n' Roll』飾演:シンディ ＊擔任寶塚Bow Hall公演女主角[19]
- 2022年3-6月 『夢介千両みやげ』飾演:お糸 新人公演 飾演:浜次 (正式公演:妃華ゆきの) 『Sensational!』[20]
- 2022年7-8月 梅田藝術劇場、日本青年館『心中・恋の大和路(改編近松門左衛門創作人形淨琉璃「冥徒の飛腳」)』飾演:梅川 [21]＊首次擔任東上公演女主角
- 2022年10-12月 『蒼穹の昴(蒼穹之昴)』 飾演:ミセス・チャン 新人公演 飾演:慈禧太后 (正式公演:一樹千尋)[22]

### 雪組主演娘役時期
- 2023年2-3月 御園座 『BONNIE & CLYDE(邦妮和克萊德)』飾演:ボニー・パーカー(邦妮·伊莉莎白·派克) ＊主演娘役披露目[23]
- 2023年4-7月 『Lilac（ライラック）の夢路(紫丁香之夢路)』飾演:エリーゼ 新人公演 飾演:ガレッティー夫人 (正式公演:白峰ゆり) 『ジュエル・ド・パリ!!(Jewel de Paris!!/巴黎的寶石)』 ＊主演娘役大劇場披露目[24]
- 2023年8-9月 『愛するには短すぎる』『ジュエル・ド・パリ!!』※全國巡迴公演[25]
- 2023年12月1日-2024年2月 『ボイルド・ドイル・オンザ・トイル・トレイル(沸騰的道爾踏上艱辛之路)』『FROZEN HOLIDAY（フローズン・ホリデイ）(冰雪假期)』飾演:ルイーザ・ドイル(路易莎・道爾)※寶塚大劇場11月10日到11月31日休演，12月1日公演重新開始。[26]
- 2024年4月-5月 『仮面のロマネスク(假面羅曼史，改編德拉克洛原作「危險關係」)』飾演:メルトゥイユ侯爵夫人(梅黛侯爵夫人)『Gato Bonito!!』※全國巡迴公演[27]
- 2024年7-10月 『ベルサイユのばら-フェルゼン編-(凡爾賽玫瑰-菲爾遜篇)』飾演:マリー・アントワネット(瑪麗·安東妮)[28]
- 2024年11月30日 東京建物Brillia HALL、梅田藝術劇場『愛の不時着(愛的迫降，翻拍自同名韓劇改編之韓國音樂劇)』飾演:ユン・セリ(尹世理)[29]
- 2025年3-6月 『ROBIN THE HERO(罗宾汉)』飾演:マリアン・メイデン(瑪麗安・梅登)『オーヴァチュア！(序曲)』[30]
- 2025年7-8月 宝塚ホテル(寶塚飯店)、第一ホテル東京(東京第一飯店) ミュージック・サロン 『AYA祭り!!』(音樂沙龍「AYA祭典」)[31]
- 2025年11月-2026年2月『ボー・ブランメル～美しすぎた男～(美男布魯梅爾)』『Prayer～祈り～(祈禱)』[1][2]＊退團公演

### 其他寶塚相關活動
- 2017年12月21-22日 梅田藝術劇場 タカラヅカスペシャル2017『ジュテーム・レビュー-モン・パリ誕生90周年-』(2017年Takarazuka Special音樂會 『ジュテーム・レビュー-モン・パリ誕生90周年-』) ※參加合唱演出
- 2019年12月21-22日 梅田藝術劇場 タカラヅカスペシャル2019『Beautiful Harmony』(2019年Takarazuka Special音樂會『Beautiful Harmony』)

## 外部連結
- 寶塚官網夢白彩的簡介頁面（页面存档备份，存于）
- 東京都會電視台網站夢白彩簡介宝塚カフェブレイク登場人物夢白あや，存档于Archive.today（存檔日期 20250422）